# 沈虎 (搜救犬)
沈虎（2006年－2019年9月29日）是一隻中國大陸的搜救犬，以其在汶川大地震中的搜救工作而知名。

## 生平
沈虎2006年出生于沈阳警犬基地。為雄性德國牧羊犬，隸屬於南京市消防支隊。牠最初被原先的訓導員稱作「小黑」，但後來和牠感情很好的另一位訓導員沈鵬以自己的姓將牠命名為「沈虎」。
2008年的汶川大地震爆發後，時年兩歲的沈虎在訓導員的帶領下進入災區搜救，總共救出了15名受困民眾，立下大功。但在搜救結束後沈虎因此体重下降了十幾斤，健康狀況也遽然下降。
汶川震災後，沈虎也陸續參與了許多災難的搜救工作，包括2013年雅安地震、2015年的浙江麗水山體滑坡事故；2012年在其中一次救援過程中牠的腿還被碎石所傷并留下後遺症。
2016年11月，由於自消防隊退役的沈鵬希望日後可以繼續照顧日漸衰老的沈虎，便向上級遞交申請書請求領養沈虎；該起事件隨即經各媒體轉載報導而成名，引發熱議，不少網友均表態支持讓沈鵬帶走沈虎。同年12月，南京市消防局司令部終破例同意讓沈鵬領養沈虎；南京消防支隊搜救犬中隊特為沈虎舉行了退伍儀式。
在退役後，沈虎隨著主人沈鵬居住於四川成都。2019年4月，沈虎发生中风，搶救許久才得以恢復。2019年9月29日深夜23点，牠因突发胃扭转而逝世。

## 榮譽
2014年，沈虎在全國第23屆消防日活動中榮任消防代表。此外，牠也獲得了全國搜救犬技能比武大獎。
2020年5月13日，南京消防隊为已故的沈虎建立了一尊雕像。

## 外部連結
- 沈虎的新浪微博
- 人犬情緣·最長情的告白：功勳犬沈虎有哪些傳奇經曆？它有著怎樣的退休生活？